# Incendis de Califòrnia de 2018
Els incendis a Califòrnia de l'any 2018 van arribar a tenir una considerable extensió a principis d'agost del 2018. En el període que va des de l'1 de gener de 2018 fins al 12 d'agost de 2018, s'havien cremat 3.880 km². A partir del 12 d'octubre es van registrar 6936 incendis, cremant 1.518.918 acres (6.146 84 km²). Aquests incendis van causar pèrdues de més de $ 2,97 mil milions USD, incloent 1.364 mil milionsUSD, per als costos de lluita contra incendis. A finals d'agost de 2018, Cal Fire havia gastat 432 milions de dòlars en l'operació. L'incendi de Mendocino va cremar uns 459,000 acres (1860 km²) i va entrar a la història dels Estats Units com l'incendi més gran, després del de desembre de 2017. A principis de novembre va arribar un rebrot d'aquests incendis forestals, al poble de Paradise, que va ser destruït gairebé en la seva totalitat.

## Causes

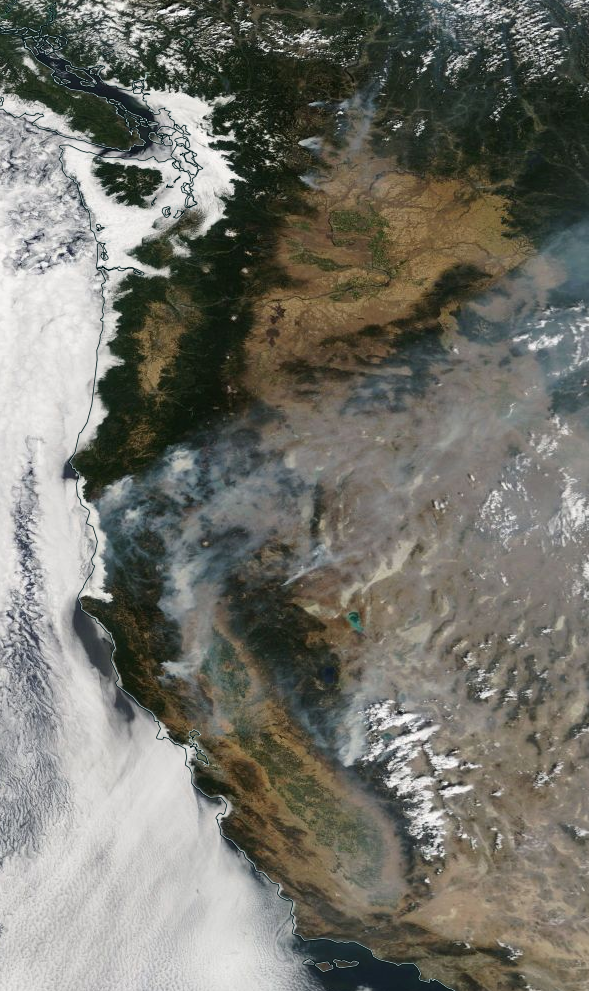
Situació l'1 d'agost de 2018, l'extensió del fum es pot veure a la imatge del satèl·lit.

La sèrie de destruccions significatives dels incendis de Califòrnia de 2018 es deu a molts factors: des de l'augment de la quantitat de combustible natural fins a l'enfortiment de les condicions atmosfèriques associades a l'escalfament global.
La principal font d'incendis forestals va ser l'augment dels arbres secs. Només al desembre de 2017, a Califòrnia, es van registrar 129 milions d'arbres morts.
El professor de la Universitat Stanford, Noah Diffenbo, va dir que les condicions climatològiques dels incendis forestals a Califòrnia empitjorarien a conseqüència del canvi climàtic: "el que hem observat durant els darrers anys en els incendis forestals estacionals de Califòrnia està en línia amb la tendència històrica d'augment de la temperatura, augment de la sequedat i, per tant, d'augment del risc d'incendis naturals".
L'agost de 2018, l'informe d'una investigació sobre els incendis forestals publicat pel govern de Californià deia que s'esperava un agreujament de la situació, degut principalment al context del canvi climàtic.

## Ús de la terra
WUI (interfície rural-urbana) es refereix a la zona de transició entre terres verdes i les de desenvolupament humà. Això pot incloure comunitats situades a 0,8 km de la zona. Aquestes terres i comunitats adjacents als boscos silvestres circumdants corren el risc d'incendis naturals. Des de la dècada de 1990, més del 43% de les noves llars es van construir en aquesta zona. En algunes zones, el nombre de cases noves és del 80%.

## Aire
Al nord de Califòrnia i la Vall Central, es va detectar un fort augment dels contaminants de l'aire durant els incendis de juliol i agost. Al sud de Califòrnia també es va experimentar un augment semblant de la contaminació de l'aire al mes d'agost. La qualitat de l'aire del nord i el centre de Califòrnia va continuar sent pobre fins a mitjans de setembre de 2018, quan l'activitat del foc es va reduir dràsticament.

## Llista d'incendis
A continuació es mostra una llista dels incendis que van cremar més de 1.000 acres, o que van provocar danys estructurals significatius o bé pèrdua de vides:
| Nom               | Comtat                         | Acres   | Data d'inici           | Data de contenció      | Estat                                                                                        | Notes | Ref                         |
| ----------------- | ------------------------------ | ------- | ---------------------- | ---------------------- | -------------------------------------------------------------------------------------------- | --- | --------------------------- |
| Pleasant          | Inyo                           | 2,070   | 18 de febrer de 2018   | Abril 3, 2018          | Controlat                                                                                    | [ 10 ] |                             |
| Moffat            | Inyo                           | 1,265   | Abril 19, 2018         | 21 de maig de 2018     | Controlat                                                                                    | [ 11 ] |                             |
| Nees              | Merced                         | 1,756   | 2 de maig de 2018      | 17 de maig de 2018     | Controlat                                                                                    | [ 12 ] |                             |
| Patterson         | Riverside                      | 1,261   | 17 de maig de 2018     | 21 de maig de 2018     | Controlat                                                                                    | [ 13 ] |                             |
| Panoche           | San Benito                     | 64      | 4 de juny de 2018      | 7 de juny de 2018      | Controlat                                                                                    | 3 civils morts | [ 14 ]                      |
| Stone             | Los Angeles                    | 1,352   | 4 de juny de 2018      | 13 de juny de 2018     | Controlat                                                                                    | [ 15 ] |                             |
| Airline           | San Benito                     | 1,314   | 4 de juny de 2018      | 14 de juny de 2018     | Controlat                                                                                    | [ 16 ] |                             |
| Apple             | Tehama                         | 2,956   | 9 de juny de 2018      | 14 de juny de 2018     | Controlat                                                                                    | 3 estructures residencials i 2 superestructures destruïdes | [ 17 ]                      |
| Chrome            | Glenn                          | 2,290   | 9 de juny de 2018      | 21 de juny de 2018     | Controlat                                                                                    | 1 superestructures destruïdes | [ 18 ]                      |
| Lions             | Madera                         | 13,347  | 11 de juny de 2018     | 1 d'octubre de 2018    | Controlat                                                                                    | [ 19 ] [ 20 ] |                             |
| Planada           | Merced                         | 4,564   | 15 de juny de 2018     | 21 de juny de 2018     | Controlat                                                                                    | [ 21 ] |                             |
| Yankee            | San Luis Obispo                | 1,500   | 20 de juny de 2018     | 1 de juliol de 2018    | Controlat                                                                                    | [ 22 ] |                             |
| Lane              | Tehama                         | 3,716   | 23 de juny de 2018     | 4 de juliol de 2018    | Controlat                                                                                    | 1 lesionat | [ 23 ]                      |
| Pawnee            | Llac                           | 15,185  | 23 de juny de 2018     | 8 de juliol de 2018    | Controlat                                                                                    | 22 estructures destruïdes, 1 lesionat | [ 24 ]                      |
| Creek             | Madera                         | 1,678   | 24 de juny de 2018     | 5 de juliol de 2018    | Controlat                                                                                    | 4 estructures residencials i 7 estructures menors destruïdes | [ 25 ]                      |
| Waverly           | San Joaquin                    | 12,300  | 29 de juny de 2018     | 2 de juliol de 2018    | Controlat                                                                                    | [ 26 ] |                             |
| County            | Llac, Napa, Yolo               | 90,288  | 30 de juny de 2018     | 14 de juliol de 2018   | Controlat                                                                                    | 20 estructures destruïdes; 1 bomber ferits | [ 27 ]                      |
| Klamathon         | Siskiyou                       | 38,008  | 5 de juliol de 2018    | 16 de juliol de 2018   | Controlat                                                                                    | 82 estructures destruïdes; 3 lesionats, 1 civil mort | [ 28 ] [ 29 ]               |
| Valley            | San Bernardino                 | 1,350   | 6 de juliol de 2018    | 22 d'octubre de 2018   | Controlat                                                                                    | 5 ferits | [ 30 ] [ 31 ]               |
| Holiday           | Santa Barbara                  | 113     | 6 de juliol de 2018    | 11 de juliol de 2018   | Controlat                                                                                    | 20 estructures destruïdes | [ 32 ]                      |
| Pendleton Complex | San Diego                      | 1,800   | 6 de juliol de 2018    | 11 de juliol de 2018   | Controlat                                                                                    | Originat com 3 incendis separats; cremant com Pendleton Complex | [ 33 ] [ 34 ]               |
| West              | San Diego                      | 504     | 6 de juliol de 2018    | 11 de juliol de 2018   | Controlat                                                                                    | 56 estructures destruïdes | [ 35 ]                      |
| Georges           | Inyo                           | 2,883   | 8 de juliol de 2018    | 18 de juliol de 2018   | Controlat                                                                                    | [ 36 ] [ 37 ] |                             |
| Ferguson          | Mariposa                       | 96,901  | 13 de juliol de 2018   | Agost 18, 2018         | Controlat                                                                                    | 19 bombers ferits, 2 bombers morts; 10 estructures destruïdes | [ 38 ]                      |
| Eagle             | Modoc                          | 2,100   | 13 de juliol de 2018   | 17 de juliol de 2018   | Controlat                                                                                    | [ 39 ] |                             |
| Natchez           | Del Norte, Siskiyou            | 38,134  | 15 de juliol de 2018   | 30 d'octubre de 2018   | Controlat                                                                                    | [ 40 ] [ 41 ] |                             |
| Carr              | Shasta                         | 229,651 | 23 de juliol de 2018   | Agost 30, 2018         | Controlat                                                                                    | 1,079 residències, 22 estructures comercials, 503 superestructures destruïdes- 190 residències, 26 estructures comercials, i 63 superestructures avariades; 3 bombers i 5 civils morts                                                | [ 42 ]                      |
| Cranston          | Riverside                      | 13,139  | 26 de juliol de 2018   | Agost 10, 2018         | Controlat                                                                                    | [ 43 ] |                             |
| Mendocino Complex | Mendocino, Llac, Colusa, Glenn | 459,123 | 27 de juliol de 2018   | 18 de setembre de 2018 | Controlat                                                                                    | Els incendis de Ranxo i River són col·lectivament anomenats com Mendocino Complex. 157 edificis residencials destruïts, 123 altres destruït - 13 edificis residencials i 24 altres edificis avariats; 1 bomber mort, 4 bombers ferits | [ 44 ] [ 45 ] [ 46 ] [ 47 ] |
| Whaleback         | Lassen                         | 18,703  | 27 de juliol de 2018   | Agost 7, 2018          | Controlat                                                                                    | [ 48 ] |                             |
| Butte             | Sutter                         | 1,200   | 31 de juliol de 2018   | Agost 3, 2018          | Controlat                                                                                    | [ 49 ] |                             |
| Donnell           | Tuolumne                       | 36,450  | Agost 1, 2018          | 1 d'octubre de 2018    | Controlat                                                                                    | 135 estructures destruïdes; 9 ferits | [ 50 ]                      |
| Tarina            | Kern                           | 2,950   | Agost 3, 2018          | Agost 6, 2018          | Controlat                                                                                    | [ 51 ] |                             |
| Pendleton         | San Diego                      | 1,000   | Agost 5, 2018          | Agost 6, 2018          | Controlat                                                                                    | Cremat com Pendleton Complex | [ 52 ]                      |
| Turkey            | Monterey                       | 2,225   | Agost 6, 2018          | Agost 6, 2018          | Controlat                                                                                    | [ 53 ] |                             |
| Holy              | Taronja, Riverside             | 23,136  | Agost 6, 2018          | 13 de setembre de 2018 | Controlat                                                                                    | 18 edificis destruïdes; 3 bombers ferits | [ 55 ] [ 56 ] [ 57 ]        |
| Five              | Reis                           | 2,995   | Agost 6, 2018          | Agost 8, 2018          | Controlat                                                                                    | [ 58 ] |                             |
| Hirz              | Shasta                         | 46,150  | Agost 9, 2018          | 12 de setembre de 2018 | Controlat                                                                                    | [ 59 ] |                             |
| Hat               | Shasta                         | 1,900   | Agost 9, 2018          | Agost 16, 2018         | Controlat                                                                                    | [ 60 ] |                             |
| Nelson            | Solano                         | 2,162   | Agost 10, 2018         | Agost 12, 2018         | Controlat                                                                                    | [ 61 ] |                             |
| Stone             | Modoc                          | 39,387  | Agost 15, 2018         | Agost 29, 2018         | Controlat                                                                                    | [ 62 ] |                             |
| Mill Creek 1      | Humboldt                       | 3,674   | Agost 16, 2018         | Agost 30, 2018         | Controlat                                                                                    | [ 63 ] |                             |
| Front             | San Luis Obispo, Santa Barbara | 1,014   | Agost 19, 2018         | Agost 29, 2018         | Controlat                                                                                    | [ 64 ] |                             |
| North             | Placer                         | 1,120   | 3 de setembre de 2018  | 16 de setembre de 2018 | Controlat                                                                                    | [ 65 ] |                             |
| Boot              | Mono                           | 6,974   | 4 de setembre de 2018  | 15 de setembre de 2018 | Controlat                                                                                    | [ 66 ] |                             |
| Kerlin            | Trinity                        | 1,751   | 4 de setembre de 2018  | 17 de setembre de 2018 | Controlat                                                                                    | [ 67 ] |                             |
| Delta             | Shasta                         | 63,311  | 5 de setembre de 2018  | 7 d'octubre de 2018    | Controlat                                                                                    | Fusionat amb l'incendi Hirz. 20 estructures destruïdes | [ 68 ]                      |
| Snell             | Napa                           | 2,490   | 8 de setembre de 2018  | 15 de setembre de 2018 | Controlat                                                                                    | [ 69 ] |                             |
| Charlie           | Los Angeles                    | 3,380   | 22 de setembre de 2018 | 1 d'octubre de 2018    | Controlat                                                                                    | [ 70 ] [ 71 ] |                             |
| Alder             | Tulare                         | 2,682   | 4 d'octubre de 2018    | 55% Controlat          | [ 72 ]                                                                                       | |                             |
| Branscombe        | Solano                         | 4,700   | 7 d'octubre de 2018    | 9 de novembre de 2018  | Controlat                                                                                    | 4 edificis destruïts | [ 73 ] [ 74 ]               |
| Sun               | Tehama                         | 3,889   | 7 d'octubre de 2018    | 12 d'octubre de 2018   | Controlat                                                                                    | [ 75 ] |                             |
| Camp              | Butte                          | 105,000 | 8 de novembre de 2018  | 20% Controlat          | 6,453 residències i 260 estructures comercials destruïdes; 23 civils morts, 3 bombers ferits | [ 76 ] |                             |
| Nurse             | Solano                         | 1,500   | 8 de novembre de 2018  | 90% Controlat          | [ 77 ]                                                                                       | |                             |
| Hill              | Ventura                        | 4,531   | 8 de novembre de 2018  | 65% Controlat          | 2 estructures destruïdes                                                                     | [ 78 ] |                             |
| Woolsey           | Los Angeles, Ventura           | 83,275  | 8 de novembre de 2018  | 5% Controlat           | Com a mínim 177 edificis destruïts, 2 civils morts                                           | [ 79 ] [ 80 ] |                             |

## Incendis de novembre
El 8 de novembre, els incendis van ressorgir en diversos llocs del nord i sud-oest de Califòrnia. Al comtat de Butte, l'àrea de foc es va estendre a més de 30.000 hectàrees en un dia. Segons les autoritats, la població local de Paradise va ser destruïda gairebé per complet.
També es va veure afectat el litoral de Malibu. Una vegada més, les autoritats van demanar als veïns que abandonessin la ciutat. El diputat governador Gavin Newsom va demanar un estat d'emergència per als comtats de Butte, Los Angeles i Ventura. La lluita contra incendis va ser obstaculitzada per forts vents. El president dels EUA, Donald Trump, va acusar el desastre de la mala gestió de l'administració forestal de l'estat i va amenaçar a Califòrnia amb la retirada dels fons federals.
A la tarda del 10 de novembre, van morir un total de 25 persones, dues a Malibu, la resta a Paradise. Però amb possibilitat de més víctimes mortals. Mentrestant, els vents havien baixat a Malibú, fet que millorava la situació dels bombers. En aquell moment, es va poder apagar el 5 per cent de les flames.